# Villa Beatrice
La villa Beatrice (anche nota come castello Odero) è una storica residenza situata nel comune di Portofino, nella città metropolitana di Genova.

## Storia
La villa, progettata dal celebere architetto Gino Coppedè, venne eretta intorno al 1913 su commissione di Attilio Odero, senatore e imprenditore attivo nella cantieristica navale. Nel secondo dopoguerra la residenza passò a Enrico Piaggio, figlio di Elena Odero, quindi alla famiglia Tonolli e ai Costa-Ardissone.
La proprietà è stata acquisita nel 2021 dal marchio Belmond, catena di hotel internazionale acquistata nel 2018 dalla holding LVMH della famiglia Arnault.

## Descrizione
La villa sorge in posizione panoramica a picco sul mare sul promontorio di punta Cajega e dispone di un grande giardino immerso nel parco naturale regionale di Portofino, istituito nel 1935.
La villa, di stile eclettico dalle ispirazioni neogotiche, riprende le fattezze di un castello. Il fabbricato, sviluppato su quattro livelli, è caratterizzato dalla giustapposizione di una torre. Logge, balconi aggettanti e bifore formano parte dell'apparato decorativo. Il rivestimento delle facciate è in pietra, intonaco decorato con inserti di piastrelle colorate e cemento bianco.

## Galleria d'immagini

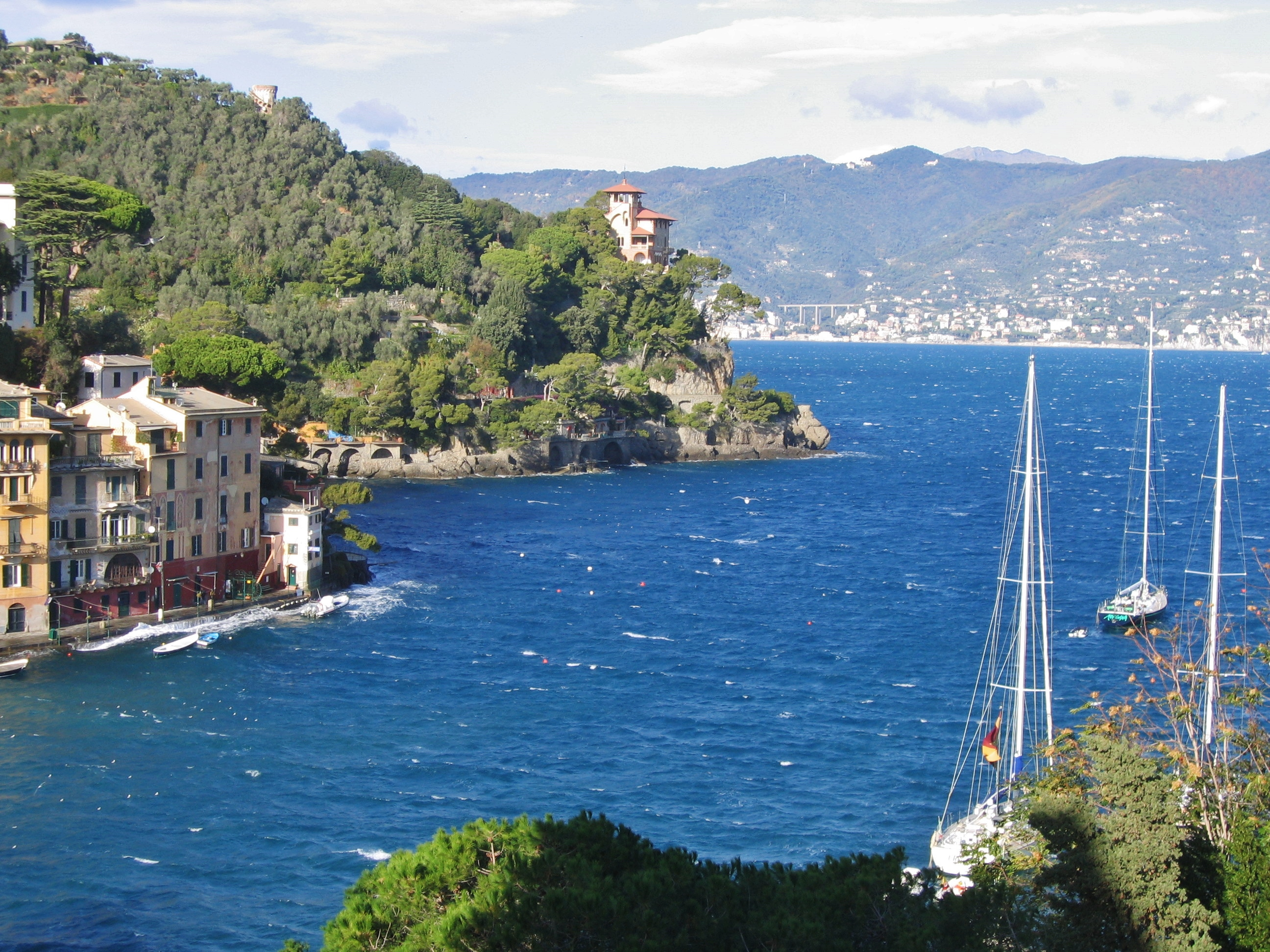
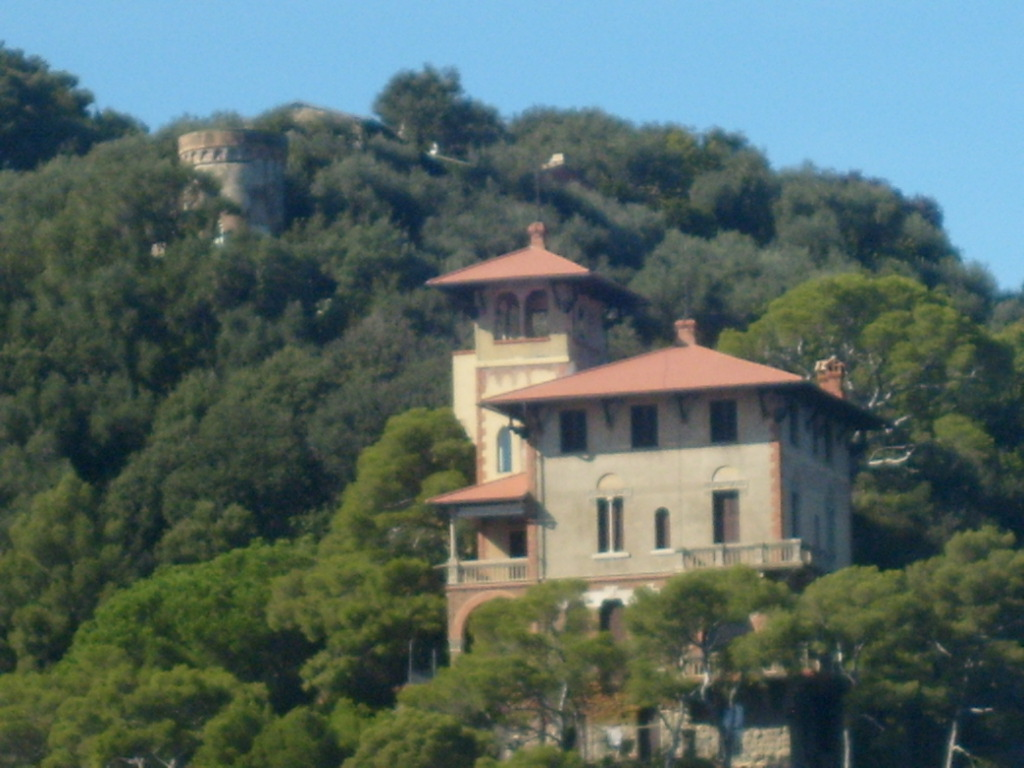
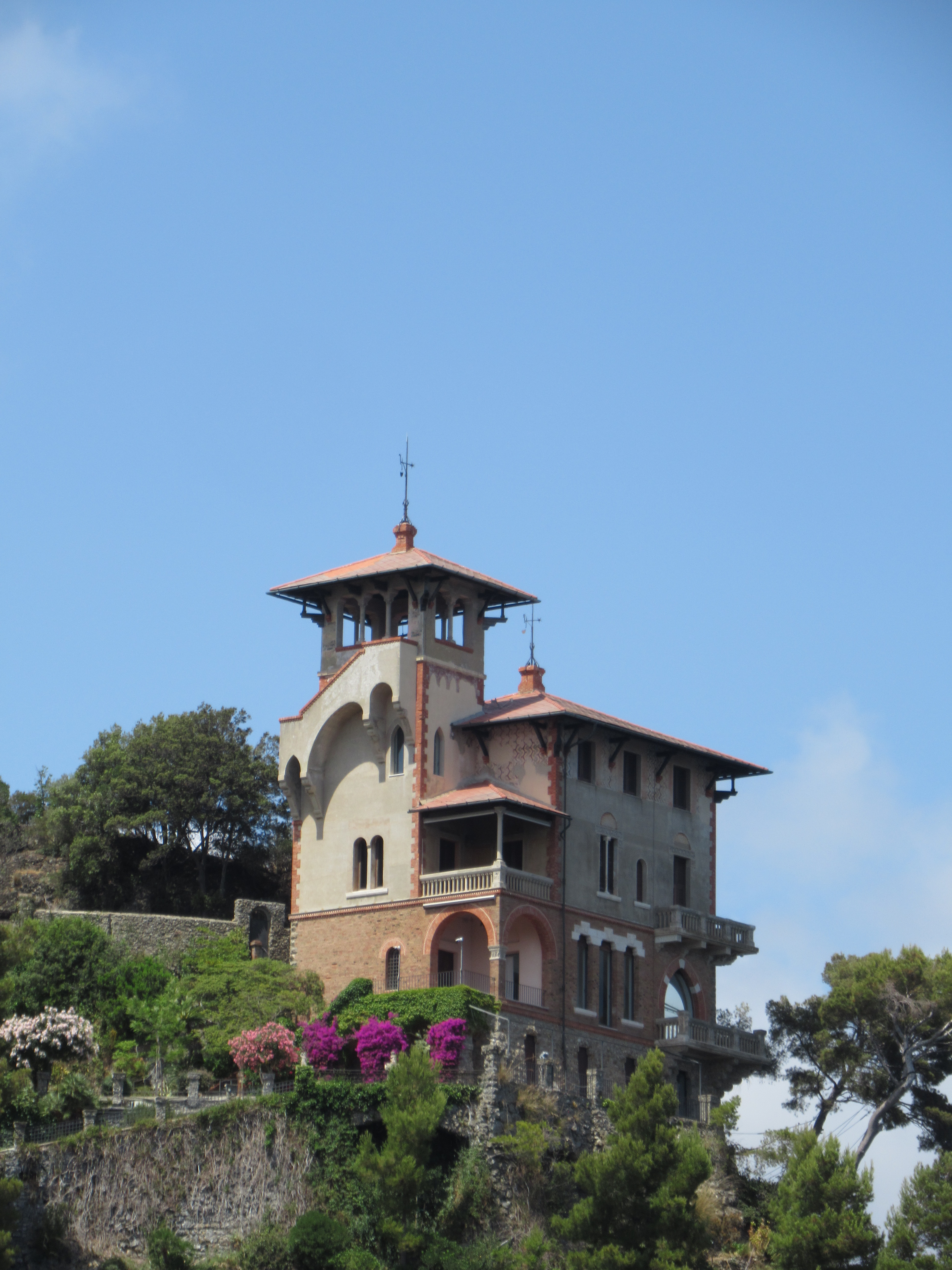